# 潘仲驂
潘仲骖（1513年—？），字时乘，号天泉，浙江烏程匯沮村（今湖州吳興環渚街道常溪村）人，祖籍江南西道婺源（今江西），明朝政治人物，進士出身。

## 生平
嘉靖十三年（1534年）甲午科浙江鄉試第三名舉人，嘉靖二十年（1541年）辛丑科二甲第五名進士。選庶吉士，授翰林院编修。嘉靖三十六年（1557年）官刑部郎中。時嚴嵩专权，以其是夏言門生，被贬谪端州司理（肇庆府推官），歷大名府通判、松江府同知，官至安庆府知府。修有《大名府志》。

## 家庭
曾祖潘璿、祖父潘孝，曾任州判官、父潘夔，曾任監生。母閔氏，具庆下。兄伯驤、弟叔骏、季驯。
長子潘庚星，字君翰，號元石。孫潘名卿，丁酉舉人。曾孫潘曾紘，萬曆丙辰進士。